# Фёдорова, Ксения Владимировна
Ксе́ния Влади́мировна Фёдорова (род. 26 декабря 1980) — российский журналист-международник, Президент и главный редактор RT France.

## Биография
Училась и работала в России и странах Центральной Европы. Имеет степень MBA — Berlin School of Creative Leadership (выпуск 2014 года).
С 2005 года работает на круглосуточном информационном телеканале RT (Russia Today). Запустила и возглавила ряд успешных проектов, в том числе первое в России англоязычное новостное видеоагентство RT FreeVideo, руководила отделом международных новостей англоязычного вещания RT, продюсерским отделом, службой медиа проектов. Запустила и возглавила русскоязычный новостной портал RT Russian, который стал одним из самых читаемых новостных онлайн-ресурсов и русскоязычный круглосуточный документальный канал RTД, завоевавший несколько национальных премий.
Финалист ТЭФИ-2008 за лучший информационный выпуск (в номинации «Информационная программа»: «Новостной выпуск, посвящённый волнениям в Грузии.»).
Свободно владеет английским, французским и немецким языками.

## Карьера
С декабря 2005 года — продюсер международного отдела телеканала RT
С февраля 2006 по март 2007 года — руководитель отдела международных новостей телеканала RT.
С марта 2007 по май 2009 года — исполнительный продюсер телеканала RT.
С мая 2009 по июль 2012 года возглавляла службу развития и продвижения медиа- проектов RT.
В октябре 2010 года запустила и возглавила новостное видеоагентство FreeVideo, предоставляющее медиа-профессионалам онлайн-доступ к материалам и сюжетам RT в эфирном качестве.
С 2012 года — директор дирекции вещания на Россию, страны СНГ и Балтии телеканала RT.
В 2014 году — запустила сайт RT на французском языке с редакцией в Париже.
В 2015 году возглавила международное новостное видеоагентство Ruptly с центральным офисом в Берлине.
В марте 2017 года возглавила RT France.
В декабре 2017 года запустила вещание телеканала RT France на французском языке из студии в Булонь-Бийанкур.

## Критика
Ещё до запуска вещания RT France Ксения Фёдорова с иронией вспоминала «теплый приём», который оказали сотрудникам телеканала многие французские коллеги. Во время международного журналистского фестиваля в Кутюр-сюр-Гаронн на юго-западе Франции Ксения Фёдорова упомянула самоцензуру мейнстрим-журналистов при освещении международных политических событий, в частности, президентских выборов в США. В ответ на это французский политический журналист Жан-Мишель Апати отметил, что единственный политический прогноз, в котором не ошибся ни один журналист мира, это очередное переизбрание Владимира Путина президентом России. «Мы отлично знаем как освещают Россию французские журналисты — это как раз то, что называется fake news.» — парировала Фёдорова.
29 мая 2017 года состоялась встреча в Версале президента РФ Владимира Путина и президента Франции Эмманюэля Макрона. Во время пресс-конференции Ксения Фёдорова задала вопрос новоизбранному президенту Франции о том, как он собирается выстраивать отношения с иностранными журналистами, на что получила ответ от французского президента: «У меня всегда были отличные отношения с иностранными журналистами, если они таковыми являются. Когда пресса распространяет ложные сведения, это уже не медиа, а органы влияния. Russia Today и Спутник были средствами пропаганды в период предвыборной кампании во Франции, регулярно распространяя ложную информацию обо мне и о моем политическом проекте. Поэтому я посчитал, что этим медиа не место в штабе моей партии». Ксения Фёдорова, в свою очередь, прокомментировала ответ французского президента: «Никаких конкретных примеров дезинформации Эмманюэль Макрон не привел, да и не смог бы привести, ведь их просто нет... Скорее всего, им просто не нравится другая точка зрения, те темы, которые мы поднимаем. Называя нас пропагандой, таким образом пытаются просто заглушить альтернативное мнение».
В эксклюзивном интервью Ксении Фёдоровой в ноябре 2018 года Владимир Путин высказал своё мнение о происходящем: «Это не имеет ничего общего с демократией. Если мы хотим реализовать принцип свободного доступа к информации, мы должны не закрывать что-то административным путем, а противопоставлять свою точку зрения, давая возможность людям самим разобраться, где правда, а где ее искажение».
Министр иностранных дел РФ Сергей Лавров во время визита в офис RT France в Булонь-Бийанкур заявил, что не нужно брать пример с французских коллег, и что такое предвзятое отношение к иностранным журналистам во Франции не повод вводить какие-то ответные меры в отношении иностранных журналистов, работающих в России.
В марте 2019 года постоянная критика в адрес телеканала и обвинения в распространении fake news, доказательства которым до сих пор не могут предъявить даже симпатизирующие французскому президенту медиа (TF1, TMC), получили новое развитие. 18 марта пресс-служба RT France объявила о том, что руководство телеканала обратилось во французскую полицию с заявлением о неоднократных угрозах жизни и здоровью, поступивших в адрес президенту RT France Ксении Фёдоровой и её команды журналистов. После резонансной публикации главного редактора RT Маргариты Симоньян новость мгновенно распространилась в русскоязычных медиа. Ксения Фёдорова прокомментировала ситуацию для российских федеральных СМИ: «Наша служба безопасности усилила охрану нашего здания, со стороны французского государства каких-то конкретных шагов пока нет, но наше посольство сейчас на связи с французским министерством иностранных дел и, возможно, какие-то шаги будут сделаны в ближайшее время».
После неоднократных призывов общественности осудить агрессию в адрес Ксении Фёдоровой и телеканала RT France, французское представительство организации по безопасности и сотрудничеству в Европе (ОБСЕ) в лице Арлема Дезира ответило в Твиттере следующее: «Представительство ОБСЕ по вопросам свободы СМИ систематически осуждает все угрозы в отношении журналистов и СМИ, в том числе во Франции в контексте недавних протестов. Нам не сообщили об угрозах руководителю RT France, упомянутых в этой статье. Мы это осуждаем и призываем телеканал обратиться в полицию».

## Санкции
15 января 2023 года, из-за вторжения России на Украину, внесена в санкционный список Украины, предполагается блокировка активов на территории страны, приостановка выполнения экономических и финансовых обязательств, прекращение культурных обменов и сотрудничества, лишение украинских госнаград.

## Интервью и публикации
- Интервью Ксении Федоровой французскому журналу Stratégies
- Ксения Федорова о запуске RT France для французского журнала Les Inrockuptibles
- Интервью Ксении Федоровой в передаче "Место встречи" на НТВ
- Интервью Ксении Федоровой на английском языке для Youtube-блога Thinkerview
- Интервью Ксении Федоровой для радио France Inter